# Esthlogena mirandilla
Esthlogena mirandilla là một loài bọ cánh cứng trong họ Cerambycidae.